# Agrilaxia flavimana
Agrilaxia flavimana är en skalbaggsart som först beskrevs av Hippolyte Louis Gory 1841.  Agrilaxia flavimana ingår i släktet Agrilaxia och familjen praktbaggar. Inga underarter finns listade i Catalogue of Life.